# Malus crescimannoi
Malus crescimannoi är en rosväxtart som beskrevs av Francesco Maria Raimondo. Malus crescimannoi ingår i släktet aplar, och familjen rosväxter. Inga underarter finns listade i Catalogue of Life.